# Lukas-Mühle (Hürtgenwald)

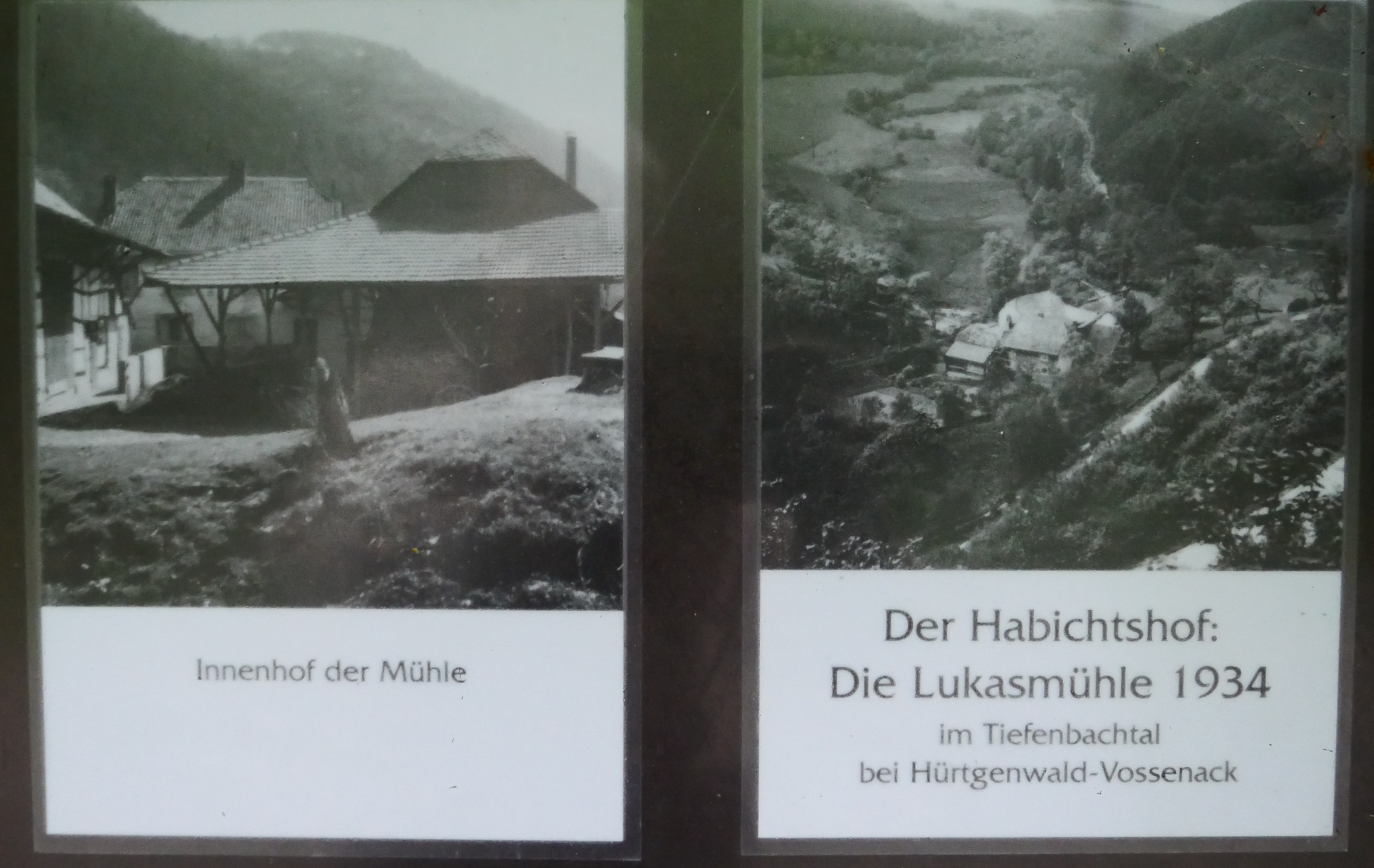
Aufnahmen von 1934
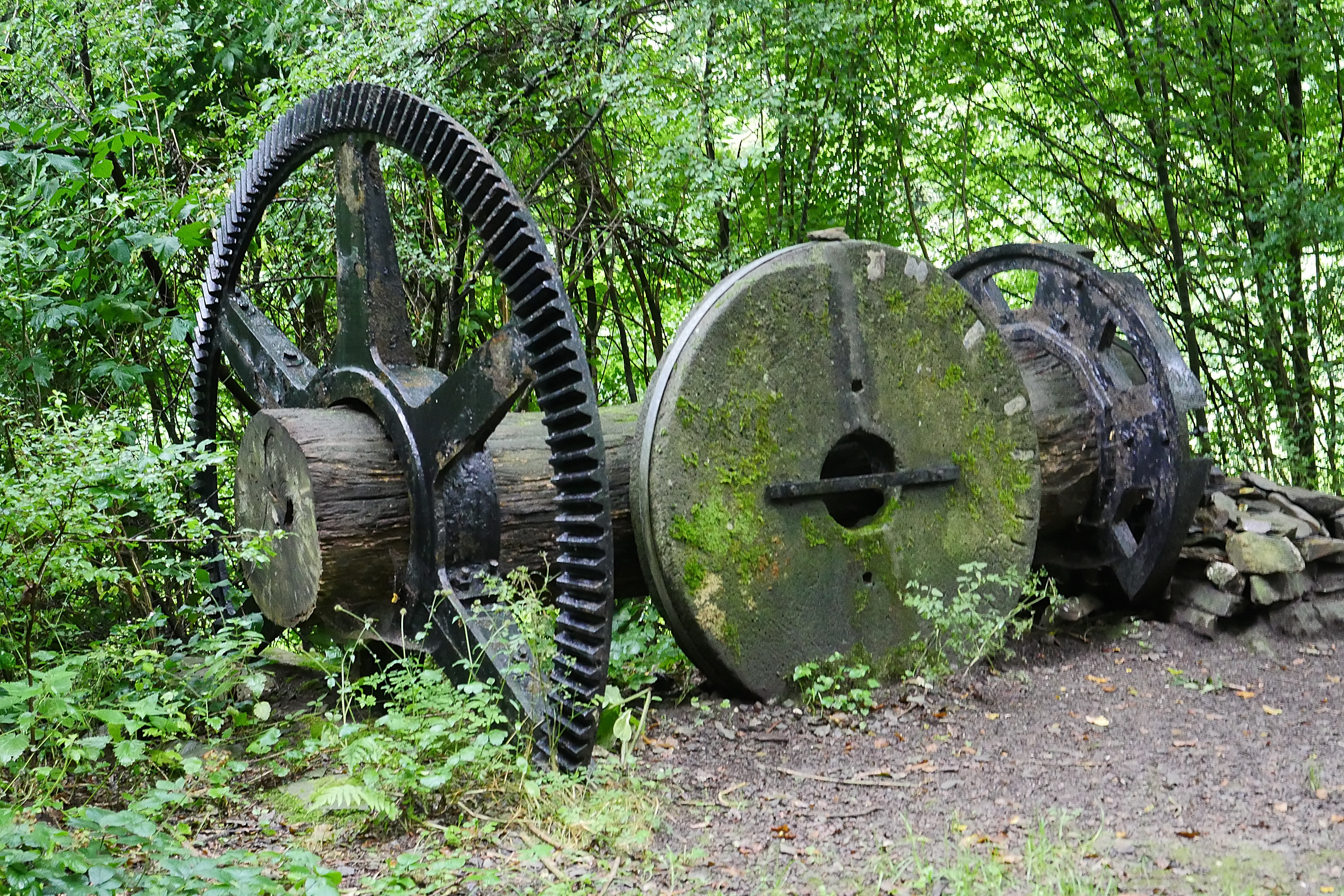
Zahnräder und Mühlenstein

Die Lukas-Mühle liegt am Tiefenbach nahe der Einmündung in den Kallbach zwischen Brandenberg und Vossenack in der Gemeinde Hürtgenwald im Kreis Düren, Nordrhein-Westfalen.

## Geschichte
Der Gerichtsbote Lukas Kirstgen baute 1569 die Lukas-Mühle, um sich gegen den Lehnsinhaber und Pächter der Zerkaller Mühle durchzusetzen. Die letzten dort lebenden Personen, die Familie Wilhelm Boltersdorf, wurde von den Amerikanern nach Brandenberg vertrieben. 1951 wurde die Mühle eingeebnet.

## Verbandplatz

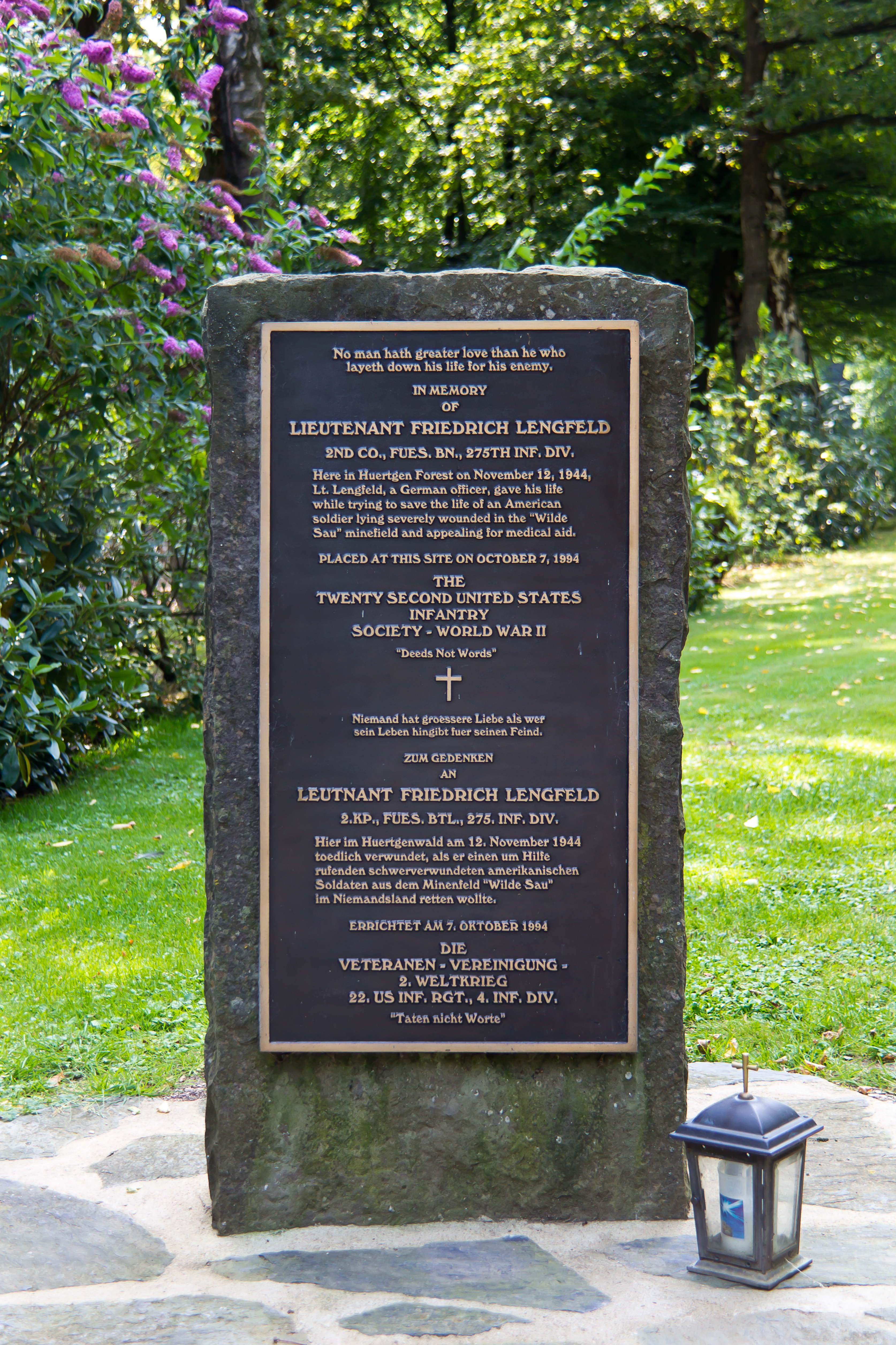
Die Gedenktafel

Im Eingangsbereich des Kriegsgräberstätte Hürtgen steht ein Gedenkstein für den deutschen Leutnant Friedrich Lengfeld. Dieser wurde am 12. November 1944 beim Versuch, einen verletzten amerikanischen Soldaten aus dem Minenfeld „Wilde Sau“ zu retten, schwer verletzt und starb am gleichen Tag im Verbandplatz „Lukas-Mühle“.

## Heute
Von Grundmauern, Mühlenteich und Bierkeller sind heute nur noch spärliche Überreste vorhanden.
Eine Hinweistafel mit entsprechenden Erklärungen gibt den an der Wegegabelung vorbeikommenden Wanderern und Radfahrern Auskunft über die Bedeutung der Mühle in der Allerseelenschlacht im Zweiten Weltkrieg.